# Albert Sarkisjan
Albert Sarkisjan (armensko Ալբերտ Սարգսյան), armenski nogometaš, * 15. maj 1975, Nalčik, Sovjetska zveza.
Sarkisjan je nekdanji nogometni vezni igralec in dolgoletni član armenske nogometne reprezentance.